# Połączenie łapkowe
Połączenie łapkowe – połączenie stosowane do wzajemnego łączenia elementów z cienkiej blachy, lub elementów z cienkiej blachy z płytkami niemetalowymi (np. laminatami czy obwodami drukowanymi). Połączenie polega na wprowadzeniu łapek jednego elementu w otwory drugiego oraz na odkształceniu łapek (przez skręcanie, zginanie lub zniekształcenie - rysunek poniżej).

Zalety: 
- Połączenie jest proste w wykonaniu i tanie zwłaszcza przy masowej produkcji
- Nieodkształcone łapki mogą służyć do wstępnego ustalenia łączonych elementów

Wady: 
- Połączenie nie może przenosić większych obciążeń
- Odkształcone łapki są nieestetyczne